# 순정률

순정률 (純正律, Just intonation)은 각 음 사이의 비가 유리수 비율을 갖는 음률이다. 이론적으로는 1024:927의 비율로 조율된 음도 순정률이라고 할 수 있지만 실제로는 작은 정수들의 비로 조율된 음률만을 순정률이라고 한다. 이렇게 작은 정수들의 비를 갖는 두 음은 그렇지 않은 두 음보다 협화음으로 들린다.

## 순정률의 예
작은 정수의 비를 이용해 음계 전체를 조율할 수 있다. 예를 들어 사 장조를 조율하려면 먼저 G:D(완전 5도)와 G:C(완전 4도)를 각각 2:3과 3:4의 비로 조율한다. 그리고 나머지 음정은 16:15, 10:9, 9:8의 세 비율을 조합하여 만들 수 있다.
- 단 3도 : 9:8 * 16:15 = 6:5
- 장 3도 : 9:8 * 10:9 = 5:4

```
G  A  B  C  D  E  F#  G
 9:8 10:9 16:15 9:8 10:9 9:8  16:15
```

## 순정률의 문제점
위와 같은 순정률은 울프 음정을 만들어내는 문제가 있다. 위의 조율에서는 C:A가 32:27의 좋지 않은 비율을 갖게 되고, E:A는 40:27의 더 나쁜 비율을 갖는다. A를 10/9만큼 낮추면 이 문제는 해결되지만 대신 D:A가 27:20이 되고 A:F♯은 32:27이 된다. 이런 식으로 하나의 불협화음을 해결하면 다른 불협화음이 생기며, 이런 문제를 완전히 해결할 수 있는 방법은 사실상 없다.
순정률을 사용해서 악기를 조율하면, 다른 조성으로 바꾸기 위해서는 악기를 다시 조율해야 한다. 때문에 순정률로 조율된 악기로 중간에 조성이 바뀌는 곡을 연주하는 것은 사실상 불가능하다. 그러나 최근 등장한 신디사이저는 순정률로 악기를 조율할 수 있는 프로그램이 내장되어 있는 경우도 많다. 1986년 웬디 카를로스는 순정률에서 전조를 자유롭게 할 수 있도록 프로그램된 신시사이저로 음악을 연주하였다.

## 서양음악에서 순정률의 역사
최초로 순정률을 이론화한 것은 피타고라스 음률일 것이다. 피타고라스 음률에서는 모든 음정이 2:3 와 4:3의 조합으로 이루어져 있다. 이 음률은 완전 5도를 12번 겹쳐 하나의 옥타브를 만든다. 그러나 완전 5도를 12번 겹쳐 완전한 옥타브가 만들어지지 않으며, 처음의 5도 외의 다른 5도에서는 불협화음을 이룬다.
르네상스 시대 건반악기에는 가온음 음률이 유행하였다. 이 음계에서는 3:2를 약간 줄여 장 3도가 정확히 5:4의 비율이 되도록 옥타브를 변경하였다. 그러나 가온음 음률에서도 여전히 조바꿈이 자유롭지는 않았으며, 이를 보완하기 위해 18세기의 몇몇 악기에는 한개의 음이 서로 다르게 조율된 두 개의 건반을 갖고 있는 경우도 있었다.
현대에 들어와 가장 많이 쓰이는 음률인 평균율은, 처음에는 울프 음정을 적당히 줄이기 위해 음정에 약간의 수정을 가한 것으로부터 시작되었다. 점점 더 많은 작곡가들이 곡 안에서 자유롭게 조바꿈을 하기 시작했고, 모든 조성 사이에 조바꿈이 가능하도록 만들기 위해 각각의 음높이 사이에 적당한 타협을 취하는 여러 가지 방법이 등장하였다.
평균율은 옥타브 사이의 모든 반음이 동일한 음정을 갖게 하여 어떤 조성에 대해서도 음계가 완전히 동일하게 만드는 타협을 취했다. 평균율에서는 좋은 완전 5도도 나쁜 완전 5도도 존재하지 않고, 모든 완전 5도가 동일하다. 그러나 정수의 비를 취하지 않으므로 평균율은 순정률의 일종은 아니다.
오늘날 대부분의 음악은 평균율 조율로 작곡되므로 오늘날 순정률의 여러 가지 변형은 활발히 연구되지는 않는다. 그러나 순정률은 정확한 협화음 음정을 갖기 때문에 많은 작곡자들은 여전히 순정률에 대해 공부하며 현악 사중주단 등의 작은 그룹에서는 순정률 조율로 연주하는 경우도 많다.

## 기타
순정률은 평균율과 달리 이명동음이 하나도 없다. 그러므로 올림사장조(올림표 8개)나 내림바장조(내림표 8개), 그리고 올림라장조(올림표 9개)나 겹내림나장조(내림표 9개) 같은 이론적인 조성들도 그대로 사용해야 한다.

## 같이 보기
- 음정
- 온음음계